# كريس بانكس (شاعر)
كريس بانكس هو شاعر كندي، ولد في 1970.